# The Twisted Childhood Universe
The Twisted Childhood Universe skraćeno TCU je britanska medijska fanšiza i zajednički svemir nezavisnih slasher-horor filmova, svaki film je mračna reimaginacija raznih dječjih likova iz bajke u javnom vlasništvu. Osmislio ga je i stvorio Rhys Frake-Waterfield, a producirao ga redatelji filmskog studija Jagged Edge Productions. Radnja se usredotočuje na voljene likove iz djetinjstva, a kroz pripovijedanje objektiva tih likova postaju mračna ubojita čudovišta.
Prvi nastavak franšize, Winnie the Pooh: Krv i med, naišao je na negativan kritički prijem i mješovitiji prijem obožavatelja, iako je ostvario dobit na kino blagajnama. Kvaliteta filma dovedena je u pitanje, s kritikama usmjerenim na scenarij, glumu, kinematografiju i nedostatak humora. Kao odgovor na to, Frake-Waterfield je izjavio da je odlučan podići standard s budućim filmovima u franšizi.

## Filmovi

### Objavljeni
| Film                            | UK datum objavljivanja | Hrvatski datum objavljivanja | Redatelj              | Scenarist             | Producent(i)                        |
| ------------------------------- | ---------------------- | ---------------------------- | --------------------- | --------------------- | ----------------------------------- |
| Winnie the Pooh: Krv i med      | 10. ožujka 2023.       | 23. veljače 2023.            | Rhys Frake-Waterfield | Rhys Frake-Waterfield | Rhys Frake-Waterfield Scott Jeffrey |
| Winnie the Pooh: Krv i med 2    | 26. ožujka 2024.       | 6. lipnja 2024.              | Rhys Frake-Waterfield | Matt Leslie           | Rhys Frake-Waterfield Scott Jeffrey |
| Peter Pan's Neverland Nightmare | 13. siječnja 2025.     | –                            | Scott Jeffrey         | Scott Jeffrey         | Rhys Frake-Waterfield Scott Jeffrey |
| Bambi: The Reckoning            | 25. srpnja 2025.       | –                            | Dan Allen             | Rhys Warrington       | Rhys Frake-Waterfield Scott Jeffrey |

#### Winnie the Pooh: Krv i med
Prvi film u franšizi prati Pooha i Praščića, koji postaju strojevi za ubijanje nakon što ih je Christopher Robin, njihov poznati prijatelj, napustio. Film se počeo razvijati nakon što je originalna knjiga Winnieja Pooha ušla u javno vlasništvo 2022. godine, horor film najavljen je za listopad 2022., ali popularnost i neočekivano rastuće iščekivanje najave uvjerili su Waterfielda da ponovno snimi i odgodi izdanje, koje se dogodilo u veljači 2023. Film je zaradio 5.2 milijuna dolara širom svijeta s proračunom od 50 000 dolara

#### Winnie the Pooh: Krv i med 2
U lipnju 2022. godine Waterfield je rekao da ima na umu "luđi, ekstremniji" nastavak, a najavljen je u studenom 2022. Zahvaljujući znatnim prihodima od prvog filma, proračun se deseterostruko povećao, čime je i kvaliteta povećana. U rujnu 2023. izašle su prve teaser slike Pooha, Sovca i Tigra, koje su postale javno vlasništvo kasnije naspram Pooha i Praščića. Film je objavljen 26. ožujka 2024. Film je zaradio 680 922 dolara na kino blagajnama širom svijeta u odnosu na proračun od 500 000 dolara.

#### Peter Pan's Neverland Nightmare
U studenom 2022. najavljen je razvoj horor filma koji se temelji na naslovnom liku iz priče Petar Pan i Wendy. Producenti su ponovno Rhys Frake-Waterfield i Scott Chambers. Kasnije je objavljeno da će Chambers režirati film prema vlastitom scenariju, navodeći kako će inspiraciju crpiti iz kombinacije francuske kinematografije, filmova Krvava romansa (2003.) (High Tension) i Crni telefon (2021.) (The Black Phone). Radnja se usredotočuje na Wendy koja traži svog brata Michaela, kojeg su oteli Petar Pan i Zvončica. Frake-Waterfield izjavio je da će Zvončica biti „teško pretila i u fazi oporavka od ovisnosti o drogama“, dok je Jeffrey dodao da je „ovisna o heroinu i uvjerena da je riječ o vilinskom prahu“. Film je premijerno prikazan u Sjedinjenim Američkim Državama 13. siječnja 2025., a u Ujedinjenom Kraljevstvu 24. veljače 2025. Zaradio je 1,2 milijuna američkih dolara na budžetu od 250.000–310.000 funti.

#### Bambi: The Reckoning
U studenom 2022. najavljen je razvoj horor filma temeljenog na naslovnom liku iz priče Bambi, život u šumi. Film će režirati Dan Allen prema scenariju kojeg je napisao Rhys Warrington. Producenti su ponovno Rhys Frake-Waterfield i Scott Jeffrey. Radnja prati ženu po imenu Xana i njezina sina Benjija, koji se moraju boriti za opstanak kada postanu plijen mutiranog, ožalošćenog i ubojito opasnog jelena nakon automobilske nesreće. Film je službeno nazvan Bambi: The Reckoning, a razvijat će ga ITN Studios i Jagged Edge Productions. Jeffrey je opisao film kao „iznimno mračnu reinterpretaciju priče iz 1928. koju svi poznajemo i volimo. Inspiraciju crpi iz dizajna korištenog u Netflixovom filmu The Ritual, pri čemu će Bambi biti okrutna ubojita zvijer koja vreba u divljini.“ Film bi trebao biti premijerno prikazan u Sjedinjenim Američkim Državama 25. srpnja 2025., a distribuciju će preuzeti Seismic Releasing.

### Nadolazeći
| Film                               | UK datum objavljivanja | Redatelj              | Scenarist           | Producent(i)                        |
| ---------------------------------- | ---------------------- | --------------------- | ------------------- | ----------------------------------- |
| Pinocchio: Unstrung                | 2025.                  | Andrew Scott Bell     | Matt Leslie         | Rhys Frake-Waterfield Scott Jeffrey |
| Poohniverse: Monsters Assemble     | 2025.                  | Rhys Frake-Waterfield | Matt Leslie         | Rhys Frake-Waterfield Scott Jeffrey |
| Winnie-the-Pooh: Blood and Honey 3 | 2026.                  | Scott Chambers        | Scott Chambers      | Rhys Frake-Waterfield Scott Jeffrey |
| Awakening Sleeping Beauty          | još nije najavljeno    | Vince Knight          | Rhys Warrington     | Rhys Frake-Waterfield Scott Jeffrey |
| Snow White Returns                 | još nije najavljeno    | još nije najavljeno   | još nije najavljeno | Rhys Frake-Waterfield Scott Jeffrey |

#### Ostali potencijalni projekti
Waterfield također je izrazio interes za snimanje filmova o Thoru, nordijskom bogu gromova, kao i franšize zaštićenim autorskim pravima, kao što su Teletubbiesi, Nindže kornjače i Powerpuff Girls.